# بيتر دانيلسون
بيتر دانيلسون (بالسويدية: Peter Danielsson)‏ هو سياسي سويدي، ولد في 1974 في هلسينغبورغ في السويد. نشط حزبياً في حزب التجمع المعتدل. وقد انتخب عضو البرلمان السويدي ‏.